# Isodictya conulosa
Isodictya conulosa är en svampdjursart som först beskrevs av Ridley och Arthur Dendy 1886.  Isodictya conulosa ingår i släktet Isodictya och familjen Isodictyidae. Inga underarter finns listade i Catalogue of Life.